# یولدوز جومابایوا
یولدوز جومابایوا یا یولدوز جمعه‌بایوا (ترکمنی: Ýulduz Jumabaýewa؛ زادهٔ ۲۲ آوریل ۱۹۹۸) وزنه‌بردار زن اهل ترکمنستان است که در مسابقات قهرمانی وزنه‌برداری جهان ۲۰۱۸ موفق به کسب مدال طلا وزن ۴۵ کیلوگرم شد.